# Len Birman
Leonard Birman (Montréal, 28 settembre 1932 – California, 10 febbraio 2023) è stato un attore canadese naturalizzato statunitense.
È noto principalmente per i suoi ruoli di Harry Herman, il padre in Lies My Father Told Me, vincitore del Golden Globe come miglior film straniero nel 1976, e per i ruoli in The Great Brain e Wagons-lits con omicidi.

## Vita privata
Dal 1956 al 1963 è stato sposato con Jayne Taft. Dal primo matrimonio hanno avuto un figlio, Matthew, anch'esso attore. Dal 1977 al 2020 è stato sposato con Ruby Renaut. 

## Filmografia parziale

### Cinema
- Lies My Father Told Me, regia di Ján Kadár (1975)
- Wagons-lits con omicidi (Silver Streak), regia di Arthur Hiller (1976)

### Televisione
- La città in controluce (Naked City) – serie TV, un episodio(1962)
- I rangers della foresta (The Forest Rangers) – serie TV, 3 episodi (1963-1965)
- Seaway: acque difficili (Seaway) – serie TV, un episodio (1965)
- Al banco della difesa (Judd for the Defense) – serie TV, un episodio (1967)
- Operazione ladro (It Takes a Thief) – serie TV, episodio 1x02 (1968)
- Cowboy in Africa – serie TV, un episodio (1968)
- Dottor Simon Locke (Dr. Simon Locke) – serie TV, 38 episodi (1971-1973)
- Mannix – serie TV, 2 episodi (1974)
- Squadra Most Wanted (Most Wanted) – serie TV, un episodio (1976)
- Serpico – serie TV, un episodio (1977)
- Le strade di San Francisco (The Streets of San Francisco) – serie TV, un episodio (1977)
- Young Dan'l Boone – serie TV, un episodio (1977)
- La fuga di Logan (Logan's Run) – serie TV, un episodio (1977)
- L'uomo da sei milioni di dollari (The Six Million Dollar Man) – serie TV, un episodio (1978)
- Captain America, regia di Rod Holcomb – film TV (1979)
- Un uomo chiamato Sloane (A Man Called Sloane) – serie TV, un episodio (1979)
- Captain America II: Death Too Soon, regia di Ivan Nagy – film TV (1979)
- Truck Driver (B.J. and the Bear) – serie TV, 2 episodi (1980-1981)
- Buck Rogers (Buck Rogers in the 25th Century) – serie TV, un episodio (1981)
- California (Knots Landing) – serie TV, un episodio (1981)
- Nero Wolfe – serie TV, un episodio (1981)
- Dallas – serie TV, 3 episodi (1981)
- Airwolf – serie TV, un episodio (1987)
- Il tempo della nostra vita (Days of Our Lives) – serie TV, 3 episodi (1992)
- E.N.G. - Presa diretta (E.N.G.) – serie TV, un episodio (1993)

## Doppiatori italiani
Nelle versioni in italiano delle opere in cui ha recitato, Len Birman è stato doppiato da:
- Romano Malaspina in Killer a bordo
- Luca Ward in Titolo di studio: nonno
- Bruno Cattaneo in Dallas
- Fabrizio Temperini in Generations